# Anolis proboscis
Anolis proboscis е вид влечуго от семейство Polychrotidae. Видът е застрашен от изчезване.

## Разпространение
Разпространен е в Еквадор.